# The Lords of Salem
The Lords of Salem es una película de terror escrita, producida y dirigida por Rob Zombie y protagonizada por su esposa, Sheri Moon Zombie. La historia se ambienta en Salem, Massachusetts, conocida como «La ciudad de las brujas» por los infames juicios que ocurrieron en 1692.
El filme fue estrenado en el Festival Internacional de Cine de Toronto el 10 de septiembre de 2012 y llegó a los cines estadounidenses el 19 de abril de 2013.

## Trama
La película comienza en 1696, cuando el reverendo Jonathan Hawthorne (Andrew Prine) escribe sobre sus deseos de llevar a cabo una caza de brujas en la ciudad de Salem, Massachusetts, mientras se muestran imágenes de brujas realizando rituales satánicos. Acto seguido, se ve la misma ciudad en la actualidad, donde Heidi (Sheri Moon Zombie) ve a un nuevo vecino en el apartamento 5, pero la dueña del edificio, Lacy (Judy Geeson), niega la existencia de cualquier residente allí.
Posteriormente, Heidi se encuentra trabajando como disc jockey en una emisora de radio especializada en hard rock junto a sus colegas Whitey (Jeff Daniel Phillips) y Herman (Ken Foree). El grupo recibe una extraña caja de madera de una banda llamada Lords of Salem, que Heidi se lleva a casa. Ella y Whitey escuchan el disco que contenía la caja, que al principio suena fatal pero termina convirtiéndose  un cántico idéntico a los que recitan las brujas al comienzo de la película. La música hace que Heidi experimente una visión de las brujas cantando y una de ellas dando a luz a un bebé que luego es asesinado. Esta alucinación finaliza cuando Whitey detiene el disco.
Al día siguiente, antes de ir a trabajar Heidi acude a una reunión de drogadictos en la que entrevista a Francis Matthias (Bruce Davison), quien escribió un libro sobre los juicios de las brujas de Salem. Ya en la radio, reproducen el disco que recibieron el día anterior, causando que todas las mujeres que lo oyen entren en trance. Después de que el programa termina, Matthias regresa a casa, donde confiesa a su esposa que el nombre de la banda le incomoda. Mientras tanto, extrañas apariciones comienzan a rodear a Heidi sin que las note inmediatamente, aunque sí irritan a su perro. Uno de los incidentes hace que Heidi investigue por qué su mascota actúa tan raro, lo que la lleva a ingresar al apartamento 5. Allí experimenta visiones de un demonio y una bruja desnuda que le pide vuelva a liderar el aquelarre. Heidi despierta en su cama y cree que lo sucedido  en el apartamento 5 no fue más que una pesadilla. Acomplejada, visita una iglesia donde un sacerdote primero la consuela y posteriormente la agrede. Después despierta en uno de los bancos de la iglesia y, aparentemente, la agresión solo fue un sueño. Finalmente huye de la iglesia pero se enfrenta a una entidad fantasmal que le dice que han estado esperando por ella.
Más adelante, Matthias investiga sobre los Lords of Salem. Descubre algo de música en el libro que está leyendo y se da cuenta de que es la misma que contiene el disco. Matthias encuentra al autor del libro y le pregunta por la banda, a lo cual responde que el reverendo Hawthorne creía que la banda (que existió en los años 1600) fue castigada por crear música para las brujas. Como resultado, Hawthorne mató a las brujas, recibiendo la maldición de una de ellas, Margaret Morgan (Meg Foster), quien condenó tanto a sus descendientes como a las mujeres de Salem.
Posteriormente, Heidi se encuentra en la emisora cuando ella y sus colegas anuncian que Lords of Salem ofrecerá un concierto en la ciudad y que tienen entradas para regalar. El disco es tocado una vez más, haciendo que Heidi tenga más alucinaciones extrañas que la molestan. Acaba en la casa de Whitey para no tener que entrar a su apartamento, pero vuelve a experimentar visiones perturbadoras y despierta en su domicilio. Como resultado de estas vivencias, Heidi va a comprar droga, la cual consume mientras escucha una cinta en francés. Es interrumpida por Lacy, la dueña del edificio, y sus hermanas, quienes encierran a su perro y llevan a Heidi al apartamento 5. Hacen una pausa solo para contestar una llamada de Matthias, quien ha descubierto que Heidi es una las descendientes de Hawthorne, pero le contestan que ha discado el número equivocado. Mientras llevan a Heidi al apartamento, ella ve que, en vez de ser una pequeña vivienda, es un enorme teatro de ópera con un demonio en lo alto de la escalera. Ella se le aproxima mientras él grita, pero después regresa a su dormitorio.
Al día siguiente, Matthias visita a Heidi, pero la dueña del edificio miente y le dice que ella no está en casa. Después es escoltado por Lacy hacia su propio apartamento, donde conoce a sus hermanas, quienes lo matan después de que él revela que está allí para informarle a Heidi sobre los Lords of Salem. Heidi logra escuchar el asesinato, pero no se lo menciona a Whitey cuando este la recoge para ir al concierto. Ya en el espectáculo, Herman se desconcentra por lo que está ocurriendo en el concierto. Heidi ingresa al recinto y cierra la puerta con llave dejando a sus colegas afuera. Adentro, Lacy y sus hermanas convocan a Satanás y a Margaret Morgan, haciendo que los fantasmas de su aquelarre aparezcan y le digan a Heidi que han estado esperando por ella. Las brujas tocan la canción de los Lords of Salem mientras las personas del público y Heidi se desvisten. Heidi es transportada a un extraño palacio mientras las brujas y el público retozan. Después de experimentas varias visiones surrealistas y la reaparición de Count Gorgann —un cantante de black metal satánico entrevistado por Heidi al comienzo de la película— Heidi da a luz una extraña criatura. Con los miembros del público ya fallecidos, Heidi permanece sobre ellos vestida como la Virgen María mientras se oye la canción «All tomorrow's parties», todo ante la dichosa mirada de Lacy. Al aparecer los créditos finales de la película, se oye un anuncio de radio que informa sobre un suicidio colectivo y la desaparición de una mujer llamada Heidi.

## Producción
The Lords of Salem es la tercera película del estudio Haunted Films, siendo las dos primeras Paranormal Activity e Insidious. Después de dirigir la nueva versión de Halloween en 2007 y su secuela en 2009, Rob Zombie hizo públicos sus deseos de crear algo diferente y original. La decisión de Zombie se vio influida por la libertad creativa que se le ofreció para este proyecto, algo que no tuvo en ninguna de las películas Halloween. Zombie tuvo la idea del filme antes de comenzar a trabajar en Halloween II, sin embargo, solo manejó conceptos generales de la historia que, según confesó posteriormente, ni siquiera anotó en papel.
Después de que el productor Jason Blum acudió a Zombie para pedirle algo «naturalmente sobrenatural», Zombie recordó la idea de The Lords of Salem. El avance de la película debutó en el concierto que Zombie ofreció en el PNC Bank Arts Center el 11 de mayo de 2012. En una entrevista, Zombie declaró que el filme sería su proyecto cinematográfico más grande y lo describió «como si Ken Russell dirigiera El resplandor».
The Lords of Salem se convirtió en la última cinta del veterano actor Richard Lynch, quien falleció en junio de 2012. Debido a la deteriorada salud de Lynch y a su parcial ceguera, Rob Zombie no pudo rodar sus escenas apropiadamente y se vio forzado a regrabarlas con el actor Andrew Prine.

## Recepción
La respuesta inicial en el Festival Internacional de Cine de Toronto de 2012 fue generalmente positiva, recibiendo críticas favorables de la revista Fangoria y del sitio IndieWire. La página web Horror-Movies.ca le otorgó una puntuación de 3,5 sobre un máximo de 5 y aseguró que, aunque la disfrutó, no resultaría atractiva para el gran público. El sitio canadiense Twitch Film se mostró entusiasta frente al filme y lo recomendó a todos los seguidores del cine de terror. Charlotte Stear, de HorrorTalk, fue más fría con la película. Le dio tres estrellas y manifestó su decepción al considerarla menos brillante y original que las anteriores cintas de Rob Zombie.